# Jurij Rybčinskij
Jurij Aleksandrovič Rybčinskij (23. července 1935, Berďansk – 11. března 2023, Moskva) byl sovětský a ruský fotograf a fotoreportér, čestný člen Svazu uměleckých fotografů Ruska.

## Životopis
Narodil se 23. července 1935 v Berďansku v Záporožské oblasti. Během druhé světové války byl evakuován na Kavkaz. Od roku 1954 se usadil v Moskvě. V roce 1959 promoval na oddělení geologického průzkumu Moskevského institutu neželezných kovů a zlata, získal diplom z geologie, pracoval na Sibiři a v Jakutsku. V roce 1962 získal práci jako literární pracovník v časopise Sovětský svaz. V roce 1970 se rozhodl pro fotografii. V polovině 80. let pracoval v časopise Věda a Technika. Nějakou dobu spolupracoval s APN. Od roku 1965 byl členem Svazu novinářů SSSR. V polovině 80. let Jurij Rybčinskij opustil žurnalistiku a stal se nezávislým fotografem, pracoval jako topič v kotelně.
Koncem 70. a začátkem 80. let se objevila série fotografií: Městečko, Prvotní socart, Ulice, Vězení, Detoxikační centrum, které získaly velkou popularitu během perestrojky. Účastnil se téměř všech výstavních projektů (Francie, Finsko, Švýcarsko, Dánsko, Švédsko, USA atd.) o „nové sovětské“ a „postsovětské“ fotografii a aktivně fotografoval i zemi perestrojky. V roce 1993 vytvořil spolu s fotografem Eduardem Gladkovem Muzeum fotografických sbírek. Fotografie ze sbírky tohoto fondu byly přeneseny k uložení do sbírky Moskevského domu fotografie a vystaveny na výstavě: „Fotoštafeta. Od Rodčenka po současnost“ v Centrální Manéži v roce 2007.
Jurij Rybčinskij zemřel 11. března 2023 ve věku 87 let.

## Muzeum fotografických sbírek
Jurij Rybčinskij a Eduard Gladkov jsou organizátory první ruské sbírky fotografie 20. století – Muzeum fotografických sbírek.
- 2007 - Rybčinsky Jurij a Gladkov E. "Fotografie od Rodčenka do současnosti." Publikace Moskevského domu fotografie. ISBN 5-93977-023-1

Kurátoři výstavy:
- 1997 - "Od Rodčenka do současnosti." Moskva. Galerie A3[5][6]
- 2007 – „Od Rodčenka po současnost“. Moskva. Manéž

## Samostatné výstavy Jurije Rybčinského
- 1985 - Dům kultury humanitních fakult Moskevské státní univerzity Jurij Rybčinskij
- 2008 - Jurij Rybčinskij. Fotografie ze 70. – 90. let.“ V rámci programu „Klasika ruské fotografie“. Manéž. Moskva.
- 2020 - Jurij Rybčinskij. NOVÝ REALISMUS V RUSKÉ FOTOGRAFII. 1970-1990. Moskevský dům fotografie
- 2020 - samostatná výstava fotografií Jurije Rybčinského na Fotobienale 2020 v MDM.

##### Zpětná vazba k výstavě
Fotografická kariéra rodáka z Berdjansku začala pozdě, v 70. letech minulého století. Rybčinsky byl zcela „nesovětský“ fotograf. Snímky pořizoval mimo kánony a to, co zůstalo v zákulisí oficiální kroniky. Jeho vizualita je přirozená, snímky pořizoval na cestách. Někdy jsou uříznuty hlavy, v rámu jsou pouze nohy nebo ruce, horizont chybí. A v tom je ta krása – ukázat život takový, jaký je. Rybčinského fotografické kroniky zachycovaly historické události 90. let, především srpnový puč a všechny jeho hrdiny. Právě v tomto stylu života – čestný a nekompromisní. Stejné jako okamžik lidové exploze a politického zlomu.
Maria Moskvičeva „MK“, Nový realismus v ruské fotografii. 1970-1990. 16. března 2020

## Skupinové výstavy
- 2017 – „Rudý obzor – současné umění a fotografie v SSSR a Rusku, 1960–2010“. Columbus Museum of Art, USA

## Monografie
- 2008 – Texty Michaila Sidlina, Alexandr Sljusarev a Lija Bendavidová–Valová. „Jurij Rybčinskij. Fotografie 70.–90. let,“ publikace Moskevský dům fotografie

## Rozhovory
- Text: Irina Meglinskaja. "Jurij Rybčinskij: "Dal jsem výpověď a šel do kotelny." [7]
- Text: Evgenia Volunkova. "Inakovidjaščij."[8]

## Publikace v knihách
- 1988 – Taneli Escola & Hannu Eerikainen „Toisinnakijat“ (Inakovidjaščij) Helsinky.
- 1988 – Wiktor Misiano. "Die zeitgenossische Photographie in der Sowjetunion", Edition Stemmle.
- 1988 – „Say Cheese!“, Sovětská fotografie 1968–1988“ Editions du Comptoir de la Photographie.
- 1991 – Lija Bendavidová-Valová: Changing Reality. Recent Sowiet Photography, vyd. Starwood, USA.
- 2017 – „Rudý obzor – současné umění a fotografie v SSSR a Rusku, 1960–2010“. Columbus Museum of Art, USA
- 2017 – Olga Sviblova. RUSKO. XX STOLETÍ VE FOTOGRAFII: 1965–1985. MDF/MAMM

## Sbírky
Díla Jurije Rybčinského jsou ve sbírkách:
- Moskevský dům fotografie
- sbírka Svazu fotografů, Rusko
- Galerie umění Corcoran
- Humanitní výzkumné centrum Harryho Ransoma, Texaská univerzita v Austinu
- Sbírka nekonformního umění Norton a Nancy Dodge ze Sovětského svazu Muzeum umění Jane Voorhees Zimmerli, Rutgers, Státní univerzita v New Jersey

## Publikace

Paříž, 1989
Paříž, 1989